# Anisomeria (Plantae)
Anisomeria, manji biljni rod iz prodice kermesovki. Postoje četiri priznate vrste, sve su endemi iz Čilea.

## Vrste
1. Anisomeria coriacea D.Don
2. Anisomeria densiflora H.Walter
3. Anisomeria fruticosa Phil.
4. Anisomeria littoralis (Poepp. & Endl.) Moq.